# Ларривей, Хоакин
Хоакин Ларривей (исп. Joaquín Larrivey; 20 августа 1984, Гуалегуай) — аргентинский футболист, нападающий клуба «Магальянес».

## Карьера

### Клубная
Воспитанник аргентинского «Уракана». В нём же начал свой путь во взрослом футболе.
Летом 2007 года перешёл в итальянский «Кальяри».
В 2009 году стал чемпионом Аргентины (клаусура) в составе «Велес Сарсфилд», за который выступал на правах аренды.

## Достижения
Велес Сарсфилд
- Чемпион Аргентины (1): Клаусура 2009.